# Claude Mydorge
Claude Mydorge (Paris, 1585 – Paris, julho de 1647) foi um matemático francês. Suas contribuições fundamentais foram em geometria e física.
Mydorge serviu em um comitê científico (cujos membros incluíam Pierre Hérigone e Étienne Pascal) estabelecido para determinar se o esquema de Jean-Baptiste Morin para determinar a longitude do movimento da Lua era prático.

## Obras
- Mydorge, Claude (1625). Usage de l'un et l'autre astrolabe particulier et universel (em francês). [S.l.]: Jean Moreau

- Mydorge, Claude (1639). Prodromi catoptricorum et dioptricorum sive Conicorum operis ad abdita radii reflexi et refracti mysteria praevij et facem praeferentis (em latim). [S.l.]: Isaac Dedin